# Guzmania scandens
Guzmania scandens är en gräsväxtart som beskrevs av Hans Edmund Luther och Walter John Emil Kress. Guzmania scandens ingår i släktet Guzmania och familjen Bromeliaceae. Inga underarter finns listade i Catalogue of Life.